# SUPER JUNIOR KYUHYUN JAPAN TOUR 2016 ~Knick Knack~
《SUPER JUNIOR KYUHYUN JAPAN TOUR 2016 ~Knick Knack~》은 슈퍼주니어의 멤버 규현의 첫 번째 일본 전국 콘서트 투어이다. 본래 12회로 예정되어 있었으나 호응이 좋아 샷포로와 동경에서의 각각 2일, 총 4회의 공연 일정이 추가되었다.

## 투어 일정
| 일정            | 도시     | 장소                         | 관객 동원     |
| --------------- | -------- | ---------------------------- | ------------- |
| 2016년 4월 11일 | 복강     | 후쿠오카 선 팰리스           | 통산 6,900명  |
| 2016년 4월 12일 | 복강     | 후쿠오카 선 팰리스           | 통산 6,900명  |
| 2016년 4월 13일 | 복강     | 후쿠오카 선 팰리스           | 통산 6,900명  |
| 2016년 4월 17일 | 찰황     | 니토리 문화 홀               | 통산 4,600명  |
| 2016년 4월 18일 | 찰황     | 니토리 문화 홀               | 통산 4,600명  |
| 2016년 4월 24일 | 대판     | 오사카 국제 회의장 메인 홀   | 통산 8,200명  |
| 2016년 4월 25일 | 대판     | 오사카 국제 회의장 메인 홀   | 통산 8,200명  |
| 2016년 4월 26일 | 대판     | 오사카 국제 회의장 메인 홀   | 통산 8,200명  |
| 2016년 4월 29일 | 광도     | 히로시마 우에노 학원 홀      | 통산 3,600명  |
| 2016년 4월 30일 | 광도     | 히로시마 우에노 학원 홀      | 통산 3,600명  |
| 2016년 5월 9일  | 횡빈     | 파시 피코 요코하마 국립대 홀 | 통산 10,000명 |
| 2016년 5월 10일 | 횡빈     | 파시 피코 요코하마 국립대 홀 | 통산 10,000명 |
| 2016년 5월 26일 | 나고야시 | 나고야 국제회의장 센츄리 홀  | 통산 9,000명  |
| 2016년 5월 27일 | 나고야시 | 나고야 국제회의장 센츄리 홀  | 통산 9,000명  |
| 2016년 6월 4일  | 동경     | 마쿠하리 이벤트 홀           | 통산 18,000명 |
| 2016년 6월 5일  | 동경     | 마쿠하리 이벤트 홀           | 통산 18,000명 |

## 세트 리스트
- Opening VCR -
- 안녕의 방식 (Ways To Say Goodbye)
- ズルい女 (비겁한 여자)[4]

- Ment -
- 깊은 밤을 날아서 (Flying, Deep in the Night)
- 피아노 숲 (Piano Forest)

- Ment -
- 밀리언조각 (A Million Pieces)
- 좋은사람 (Remember Me)

- VCR #2 -
- 幸せをみつけられるように (행복을 찾을 수 있도록)[5]
- 그냥 보고 싶어 그래 (Because I Miss You)

※ Fan's Request Zone ※
- Lost My Way

- Band Introduction-
- 우리가 사랑한 시간 (The Time We Were Fall In Love)
- ヒカレ (빛나라)[7]
- Dance Medley (기본)[8]

1. Opera
2. 美人 (BONAMANA)
3. Mr. Simple
4. Sorry, Sorry
5. ★BAMBINA★

- Ment -
- Beautiful
- 광화문에서 (At Gwanghwamun)

- Encore -
- 둘이 (You&I)
- Celebration～君に架ける橋～ (너에게 향하는 다리)

- Ment -
- Way

## Fan's Request Zone
| 도시     | 순위 | 곡              | 원곡              |
| -------- | ---- | --------------- | ----------------- |
| 복강     | 1    | 糸(こと - 실)   | 나카지마 미유키   |
| 복강     | 2    | 奏(かなで - 춤) | 스키마스위치      |
| 찰황     | 1    | 奏(かなで - 춤) | 스키마스위치      |
| 찰황     | 2    | 야생화          | 박효신            |
| 대판     | 1    | 야생화          | 박효신            |
| 대판     | 2    | 7년간의 사랑    | 유영석            |
| 광도     | 1    | 奏(かなで - 춤) | 스키마스위치      |
| 광도     | 2    | 야생화          | 박효신            |
| 횡빈     | 1    | 야생화          | 박효신            |
| 횡빈     | 2    | 기억의 습작     | 전람회            |
| 나고야시 | 1    | Pop Star        | 히라이 켄         |
| 나고야시 | 2    | M               | 프린세스 프린세스 |
| 동경     | 1    | 7년간의 사랑    | 유영석            |
| 동경     | 2    | 기억의 습작     | 전람회            |
| 동경     | 3    | 야생화          | 박효신            |
| 동경     | 4    | 糸(こと - 실)   | 나카지마 미유키   |
| 동경     | 5    | M               | 프린세스 프린세스 |
| 동경     | 6    | 奏(かなで - 춤) | 스키마스위치      |
| 동경     | 7    | Pop Star        | 히라이 켄         |

## Dance Medley 요일별 추가곡
| 일정            | 도시     | 추가 곡                                                |
| --------------- | -------- | ------------------------------------------------------ |
| 2016년 4월 11일 | 복강     | -                                                      |
| 2016년 4월 12일 | 복강     | -                                                      |
| 2016년 4월 13일 | 복강     | ロクゴ! → Devil                                        |
| 2016년 4월 17일 | 찰황     | MAMACITA -AYAYA- → 촉이 와 (Can You Feel It?)          |
| 2016년 4월 18일 | 찰황     | ロクゴ! → 촉이 와 (Can You Feel It?) → Devil           |
| 2016년 4월 24일 | 대판     | MAMACITA -AYAYA- → ロクゴ!                             |
| 2016년 4월 25일 | 대판     | ロクゴ! → 촉이 와 (Can You Feel It?) → Devil           |
| 2016년 4월 26일 | 대판     | ロクゴ! → Devil → 촉이 와 (Can You Feel It?)           |
| 2016년 4월 29일 | 광도     | MAMACITA -AYAYA- → ロクゴ!                             |
| 2016년 4월 30일 | 광도     | 촉이 와 (Can You Feel It?) → ロクゴ!                   |
| 2016년 5월 9일  | 횡빈     | Devil → SPY → Sexy, Free & Single                      |
| 2016년 5월 10일 | 횡빈     | Sexy, Free & Single → A-CHA → MAMACITA -AYAYA-         |
| 2016년 5월 26일 | 나고야시 | SPY → Sexy, Free & Single → 촉이 와 (Can You Feel It?) |
| 2016년 5월 27일 | 나고야시 | MAMACITA -AYAYA- → Devil → ロクゴ!                     |
| 2016년 6월 4일  | 동경     | Sexy, Free & Single → SPY                              |
| 2016년 6월 5일  | 동경     | Devil → 촉이 와 (Can You Feel It?) → Let's Dance       |

## 게스트
| 일정            | 게스트 |
| --------------- | ------ |
| 2016년 4월 25일 | 려욱   |

## 제작
- 기획 · 제작 : 에이벡스 엔터테인먼트, SM 엔터테인먼트 재팬
- 총감독 : 오오쿠보 마사오